# 三菱・シャリオ
シャリオ（CHARIOT）は、1983年から2003年まで三菱自動車工業が製造・販売していたミニバンである。

## 初代 D00系（1983年-1991年）
初代は1983年2月23日に発売され、CMキャラクターにはディズニーの人気キャラクターの一つであるミッキー・マウスが起用された。
シャリオの開発は1977年に開始され、1979年にはコンセプトカーとなる「SSW」（スーパースペースワゴン）が第23回東京モーターショーに参考出品された。市販車の車体寸法はSSWより一回り大きくなっている。2ボックスボディに3列シートという、当時は類を見ないタイプの乗用車であり、同時期の日産・プレーリー、ダッジ・キャラバンと並んで、ミニバンの先駆けといわれる車種である。
ベースとなったのはトレディアで、駆動方式は発売当初はFFのみであったが、1984年（昭和59年）6月にパートタイム4WD、同年10月にディーゼルターボを追加、さらに4WDはビスカスカップリング式フルタイム4WDとなった。
また、4WDが発売された1984年にファラオラリーへ参戦、ガソリン4WD無改造クラスにてクラス優勝した。

### グレード構成
最終的なグレードとしては、2.0 L 4WDのMT、MF、ME、1.8L FFのMX、MH、Thanks（サンクス：当初は特別仕様車で登場｡後にカタログモデルに格上げ）、1.8 L FFターボディーゼルのMFとなっている。なお、1983年 - 1987年には、1.8 Lガソリンターボ（G62B型）搭載のMRも存在した。
また、特別仕様車に「ロスアンデス」（スポーツ用品企業）との共同開発という触れ込みで販売、MTのバリエーションで冬季用ウインタースペシャル）や「ビーチボーイ」（MTのバリエーションで夏季用を意識したモデル）もあった。
年式によりヘッドランプが異型シールドビームとなっている。

#### 年表
- 1983年7月 - D03Wにターボ車追加発売
- 1984年5月 - D02W・D03W：マイナーチェンジ（'85M）
- 1984年6月 - ガソリン2.0 Lにプッシュボタン式パートタイム4WDを設定[1]（フルライン4WD化の一貫）
- 1984年10月 - 1.8 Lディーゼルターボエンジン（4D65T）を設定[1]（フルラインターボ化の一貫）
- 1984年11月 - スキーレジャー向け特別仕様車の「ロスアンデス」を発売[1]
- 1985年9月 - D02W・D03W・D05W・D08W・D09W：マイナーチェンジ（'86M）
- 1986年9月 - D05W・D08W・D09W：マイナーチェンジ（'87M）／全車ドアミラー化＆サイクロンエンジン搭載
- 1987年8月 - D05W・D08W・D09W：マイナーチェンジ（'88M）／大型バンパーのデザイン変更
- 1988年10月 - D05W・D08W・D09W：マイナーチェンジ（'89M）／フロントグリルの統一化
- 1989年8月 - D05W・D08W・D09W：マイナーチェンジ（'90M）

### エンジンバリエーション
- 1.6L　ガソリンエンジン　：G32B（4G32）
- 1.8L　ガソリンエンジン　：G37B（4G37）/G62B（4G62）/G62Bターボ（4G63T）
- 1.8L　ディーゼルエンジン：4D65ターボ(4D65T)
- 2.0L　ガソリンエンジン　：G63B（4G63）

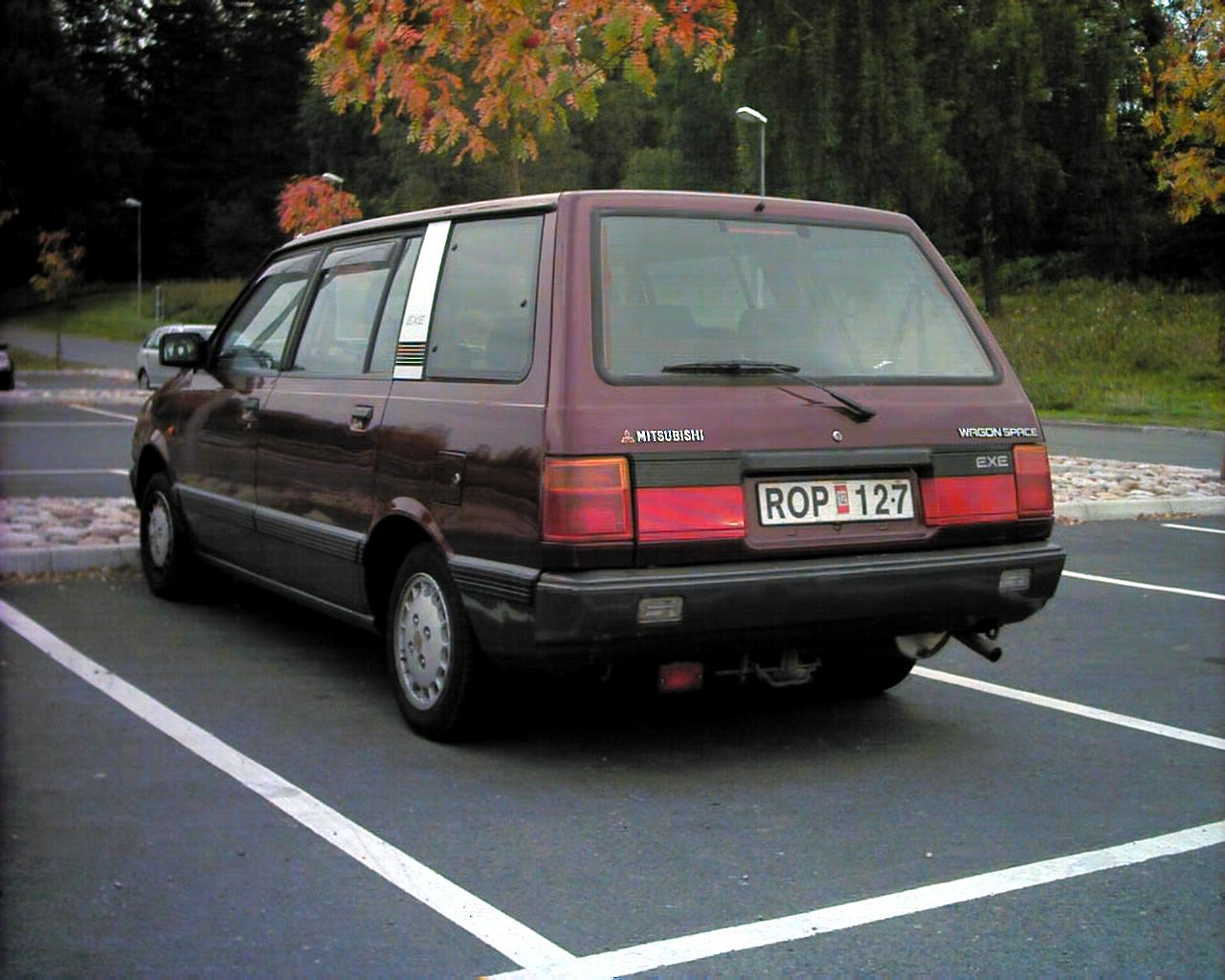
初代（リア：後期型）輸出車両
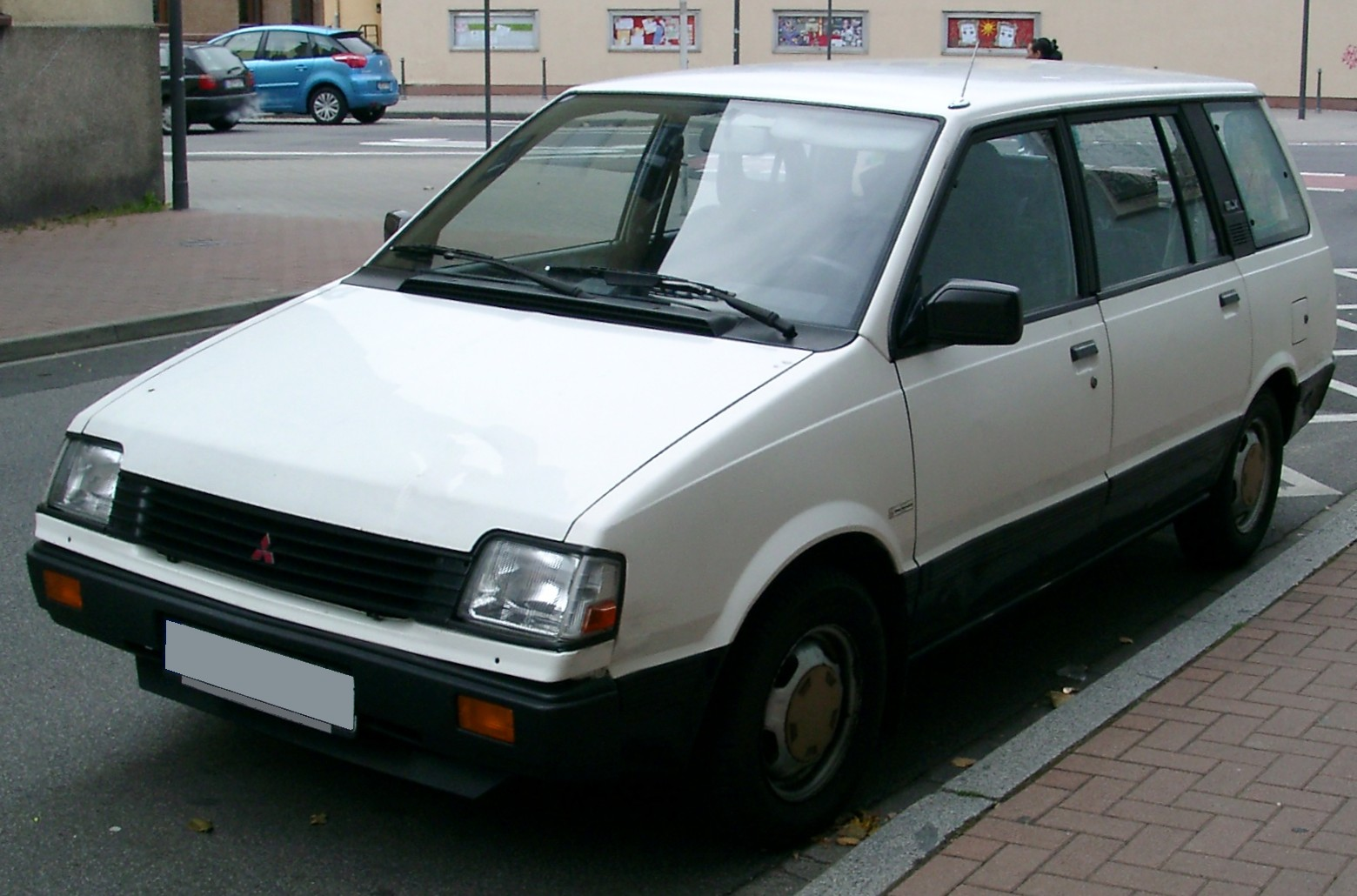
欧州仕様のスペースワゴン（フロント）
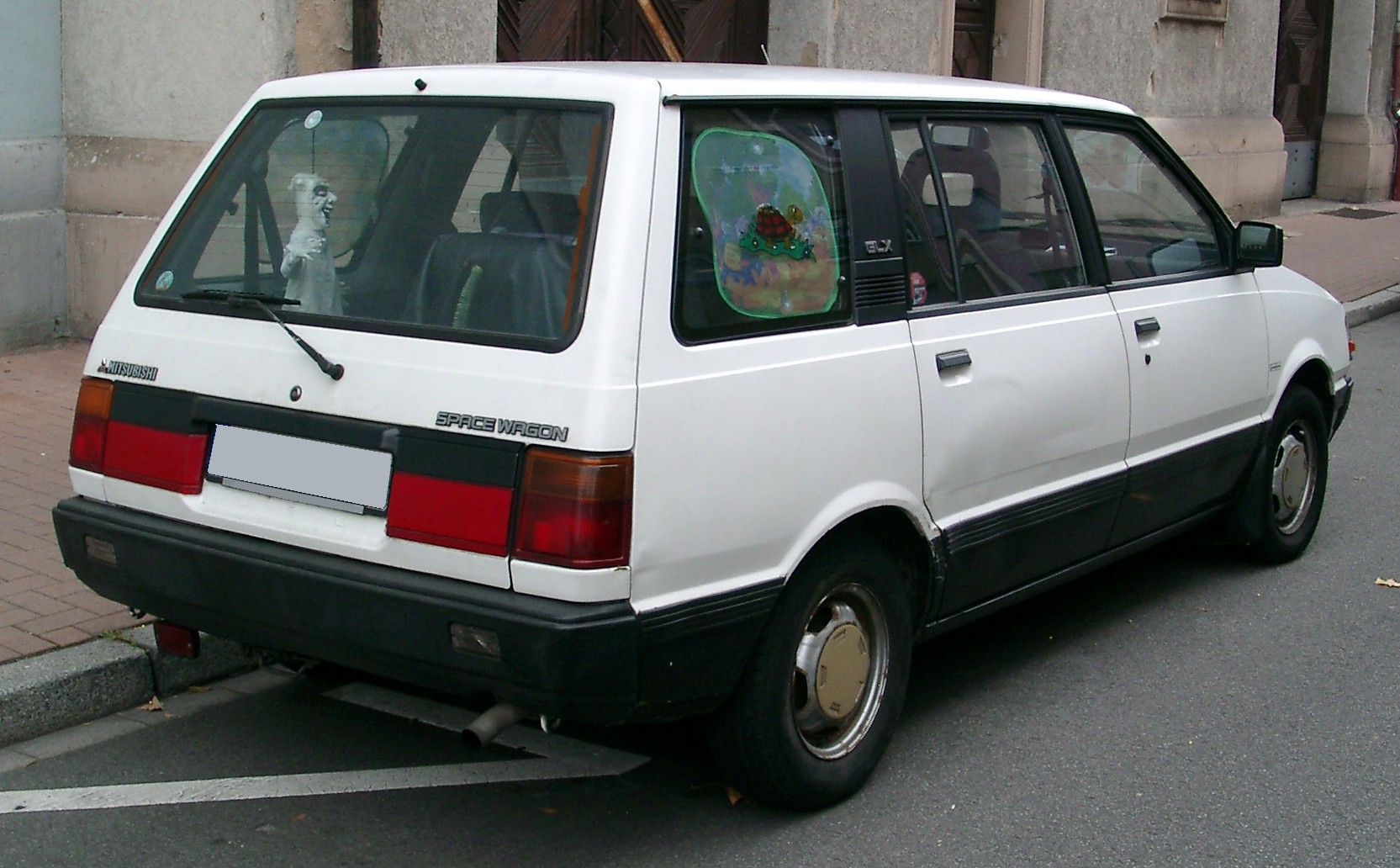
スペースワゴン（リア）

## 2代目 N30/N40系（1991年-1997年）
2代目は1991年5月23日に発売された。 駆動方式はFF・ビスカスカップリング式フルタイム4WDとなっている。先行して発売されていた初代RVRはシャーシや主要コンポーネンツを共有する姉妹車である。トランスミッションは5速MTとフロア4速AT（2.4 Lガソリンはフロア4速ATのみ）が用意され、副変速機は廃止された。1994年9月には大幅なマイナーチェンジが施されフォグランプがフロントバンパーに内蔵されるなど外装に変更を施した後期モデルに移行している。
さらには1995年5月、4G63インタークーラーターボ（5速MT・230PS／4速AT・220PS）＋4WDを搭載したリゾートランナーGTが追加された。本車は当時「世界最速の7人乗り」や「シャリオエボリューション」とも言われるほどであり、また1987年まで初代シャリオに存在していた1.8MRターボ以来のミニバンのターボ車でもあった。
2代目は多彩なシートアレンジとルーフバリエーションが特徴であり、シートはアレンジ次第で12通りの組み合わせが楽しめ、ルーフは通常のものに加え「クリスタルライトルーフ仕様」（ハイルーフな上、前席頭上にチルトアップガラスルーフ、2列目頭上にスライドガラスルーフ、3列目頭上にはめ込みガラス）や、「リゾートランナーシリーズ」（ハイルーフ＋前席頭上にチルトアップガラスルーフ）、特装車として車椅子仕様車 [シャリオ（車椅子仕様）　E-N33W（改）]（1994年にグッドデザイン賞を受賞）が存在していた。
また、特別仕様車として「ロスアンデス」（冬季特別仕様）や「ロード」（初代RVRスポーツギア用のオーバーフェンダー、背面タイヤ、リアバンパーを追加した3ナンバー仕様）、さらにモデル末期には「タウンクルーザー」（MXをベースにエアロパーツを装備）なども存在していた。

### 年表
- 1991年5月 - 発売。
- 1993年5月 - クリスタルライトルーフ追加。
- 1994年9月 - マイナーチェンジ。後期型に移行。
- 1995年5月 - リゾートランナーGTを追加。
- 1996年5月 - リゾートランナー MSやリゾートランナー MX、リゾートランナーのノンターボシリーズ追加。リゾートランナーGTは、メーターパネルをホワイトアウトに変更。3列目シートを廃したリゾートランナーGT-Vが登場。全車に運転席エアバッグを標準装備し、キーレスエントリーを別体式から一体式に変更。CM出演者はシェイプUPガールズ。
- 1997年2月 安全装備（エアバッグとABS）を標準装備としたリゾートランナーMXフィエロと2.0MXフィエロが追加。

### エンジン遍歴
- 1991年5月 - 2.0Lガソリン SOHC8バルブ
- 1992年6月 - 2.0Lガソリン SOHC16バルブ（105PS→135PS）、2.0Lディーゼルターボ（88PS）
- 1993年5月 - 2.0Lガソリン SOHC16バルブ（135PS）、2.4Lガソリン SOHC16バルブ（145PS）、2.0Lディーゼルターボ（88PS）
- 1994年9月 - 2.0Lガソリン SOHC16バルブ（135PS）、2.4Lガソリン SOHC16バルブ（145PS）、2.0Lディーゼルインタークーラーターボ（94PS）
- 1995年5月 - 2.0Lガソリン SOHC16バルブ（135PS）、2.4Lガソリン SOHC16バルブ（145PS）、2.0LガソリンDOHC16バルブインタークーラーターボ（5速MT・230PS／4速AT・220PS）、2.0Lディーゼルターボ（94PS）

### エンジンバリエーション
- 2.0L　ガソリンエンジン　：4G63
- 2.0L　ディーゼルエンジン：4D68
- 2.4L　ガソリンエンジン　：4G64

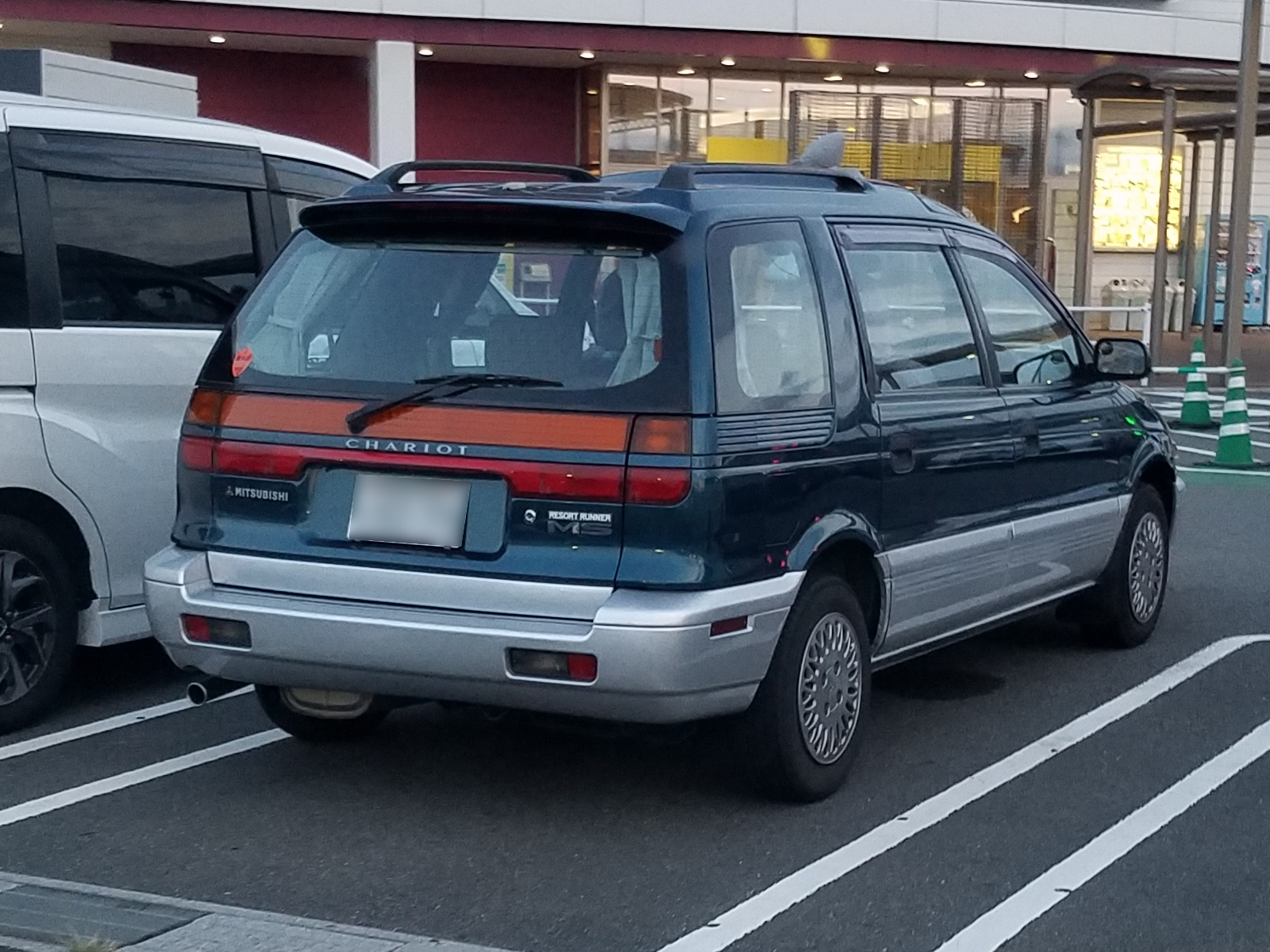
後期型 リア
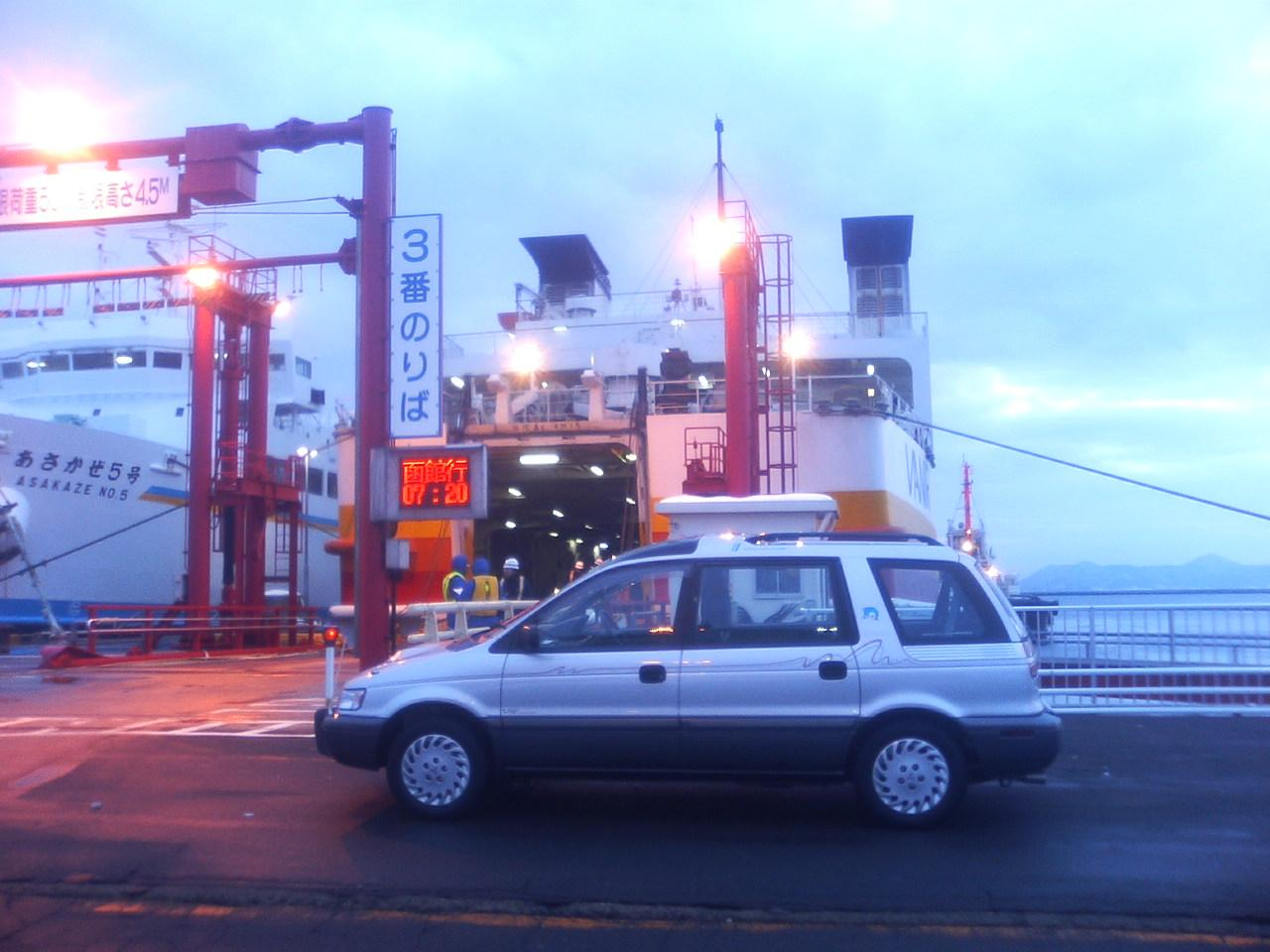
シャリオリゾートランナーGT
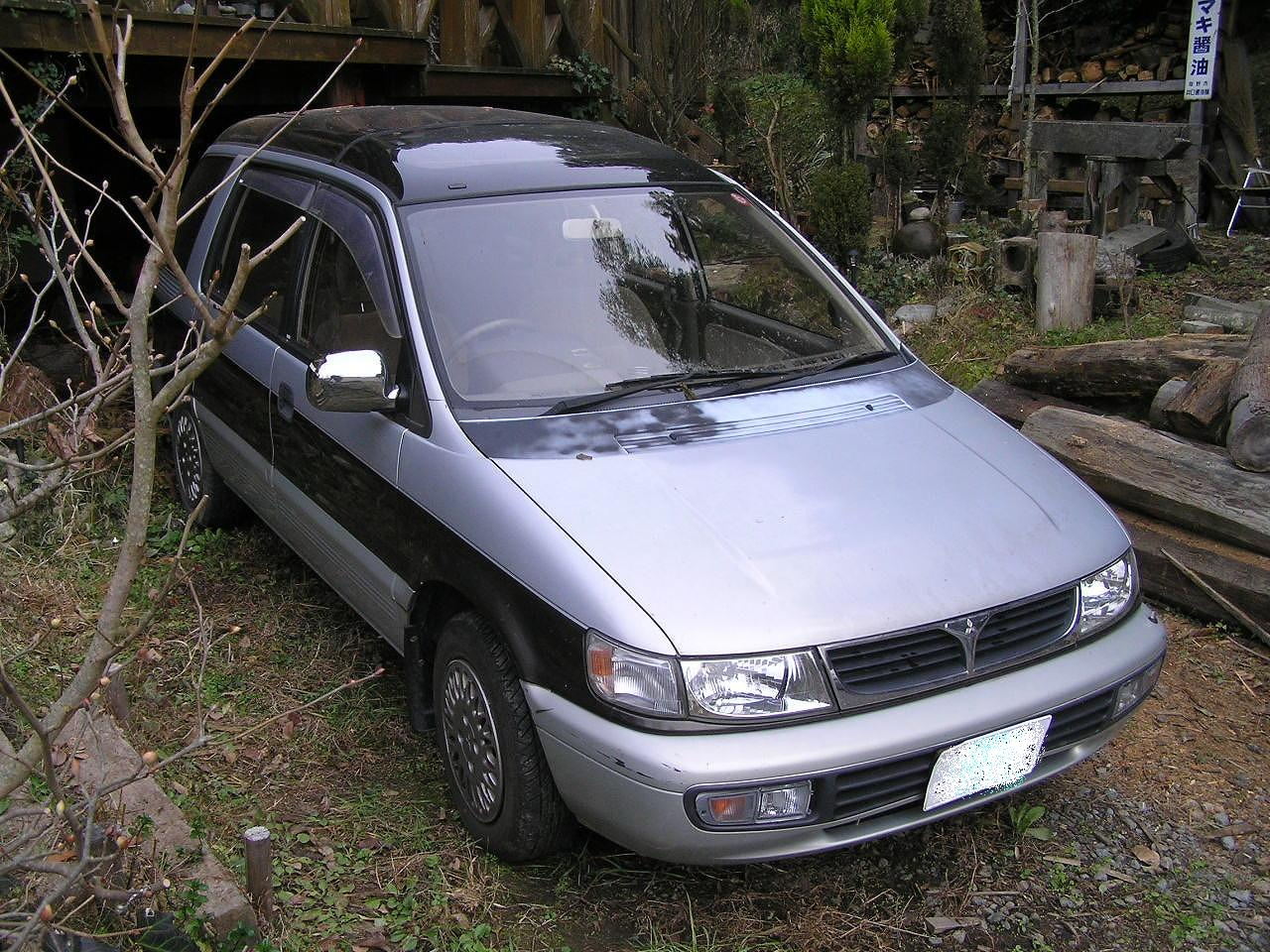
クリスタルライトルーフ仕様
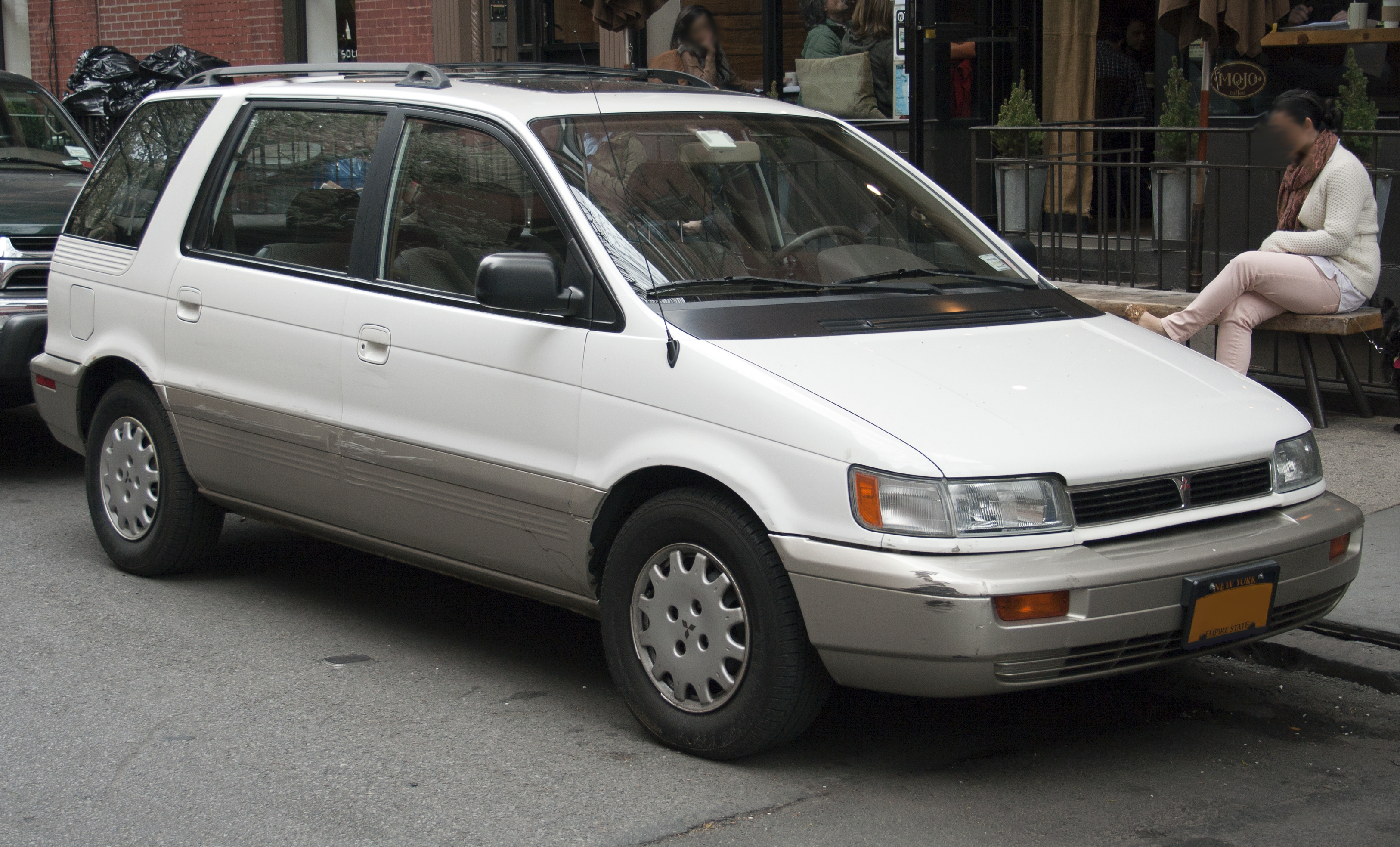
エキスポ フロント（北米仕様）
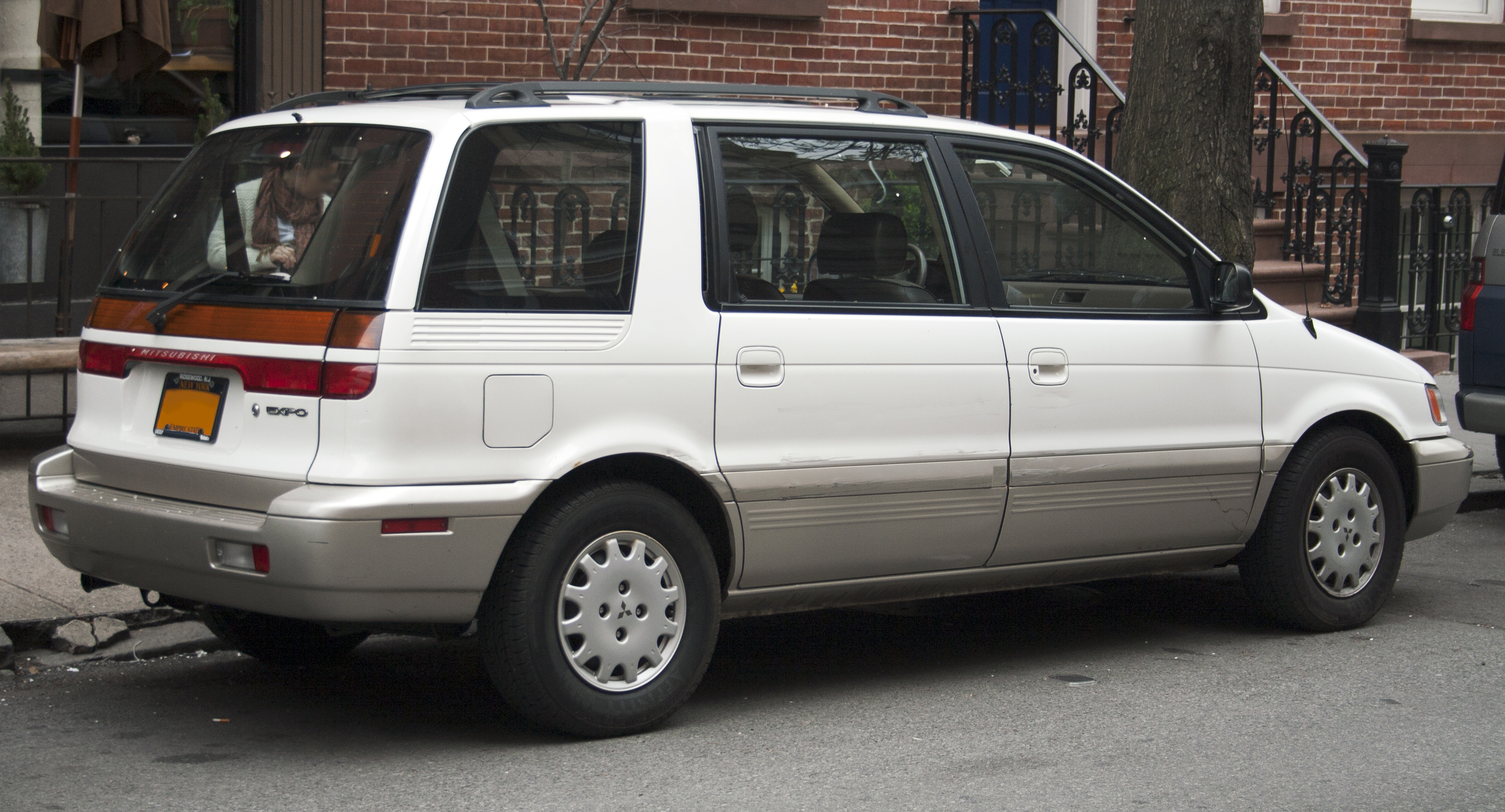
エキスポ リア（北米仕様）

## 3代目 シャリオグランディス N80/N90系（1997年-2003年）
3代目は1997年10月17日に発売。本モデルから、シャリオの名にグランディスのサブネームが追加された。 競合車を意識したため先代よりもボディは拡大され、全車3ナンバーボディとなった。
先代で特徴的だったシートアレンジの多様さは引き継がれており、6人乗りでは3列目を取り外し可能とするなど、使い勝手が考慮されたものとなっている。また当時クラス初のインパネシフトを採用。グレードは最上級から「ROYAL」、「SUPEREXCEED」、「EXCEED」、「TOURING」、「MX-SELECT」、「MX」、最廉価「MX-B」（受注生産）の7グレード構成。「ROYAL」のみ本革シートを装備。シートは6人乗り（セカンドシートがキャプテンシート）、7人乗り（セカンドシートがベンチシート）を選択できた（ツーリングは7人乗りのみ）。ミッションは4速ATのみ。駆動方式は「FF」、「フルタイム4WD」の2系統となっている。また、8ナンバー登録の「NEST basic」は助手席回転シートが設けてある。ベースは「MXセレクト」。
デビュー当初は全車に2.4L DOHC16バルブ・GDIガソリンエンジンを搭載、追ってディアマンテと同じ3.0L V6 DOHC24バルブ・GDIガソリンエンジンを搭載し「ロイヤル」シリーズも追加されるが、後に3.0Lは廃止される。
GDIエンジンには電子制御スロットル（DBW）が採用されているが、アクセルポジションセンサーが一般的なアクセルペダルに隣接する形ではなく、エンジンルーム内に設置されている為、アクセルペダルとアクセルポジションセンサーの間にワイヤーが介在する変則的な機構となっている（後年RB1/2型オデッセイアブソルートも同様のDBWとなっている）。
1998年3月にはおよそ1万1,000台の売り上げを記録し、大ヒットとなった。
2003年5月にグランディスが発売されたため、生産中止。これにより20年間続いた「シャリオ」の名前が消滅した。

### 歴史
- 1997年10月17日 - 発売。初期グレードは「スーパーエクシード」、「エクシード」、「MXセレクト」、「MX」、「MX-B」（最廉価受注生産グレード）の5つ。CM出演者は飯島直子・木村東吉。キャッチコピーは「その頼もしさ、BIG DADDY GRANDIS」「自分に楽しく、家族に優しい」「父ちゃんカッコイイ」。
- 1998年3月 - 1万1000台達成。
- 1999年 - メッキドアミラー、メッキドアハンドルを装備した限定仕様車「SUPEREXCEEDリミテッド」、「EXCEEDサンルーフリミテッド」を発売。
- 1999年12月 - 上級グレードのロイヤルシリーズを発売。「ロイヤル」、「ロイヤルエクシード」の2つ。
- 2000年1月 - 「ツーリング」追加。
- 2000年5月 - マイナーチェンジ。G-LEV化される。エクステリアのリア部分では、リアガーニッシュにナンバープレートホルダーとなる樹脂パーツが設置された。「MITSUBISHI」のエンブレムは、スリーダイヤに変更、「GDI」のロゴは右から左に。「CHARIOT」のロゴはナンバープレート上から、樹脂パーツの右側に変更。また、フェンダーのコーナーマーカー下にあったGDIエンブレムも無くなった。「SUPEREXCEED」、「EXCEED」にHID（ディスチャージヘッドランプ）を追加。
- 2000年7月 - ロイヤルシリーズに「ロイヤルツーリング」追加。
- 2001年11月 - マイナーチェンジ。エクステリアは2.4Lモデルのフロントグリルが一新され、ボディサイドにあるターンシグナルランプのレンズがクリアに変更された。また、カーナビゲーションの記録メディアがCD-ROMからDVD-ROMに切り替えられた。
- 2002年5月 - ロイヤルシリーズの生産終了。
- 2003年5月 - 2.4Lモデルの生産終了。

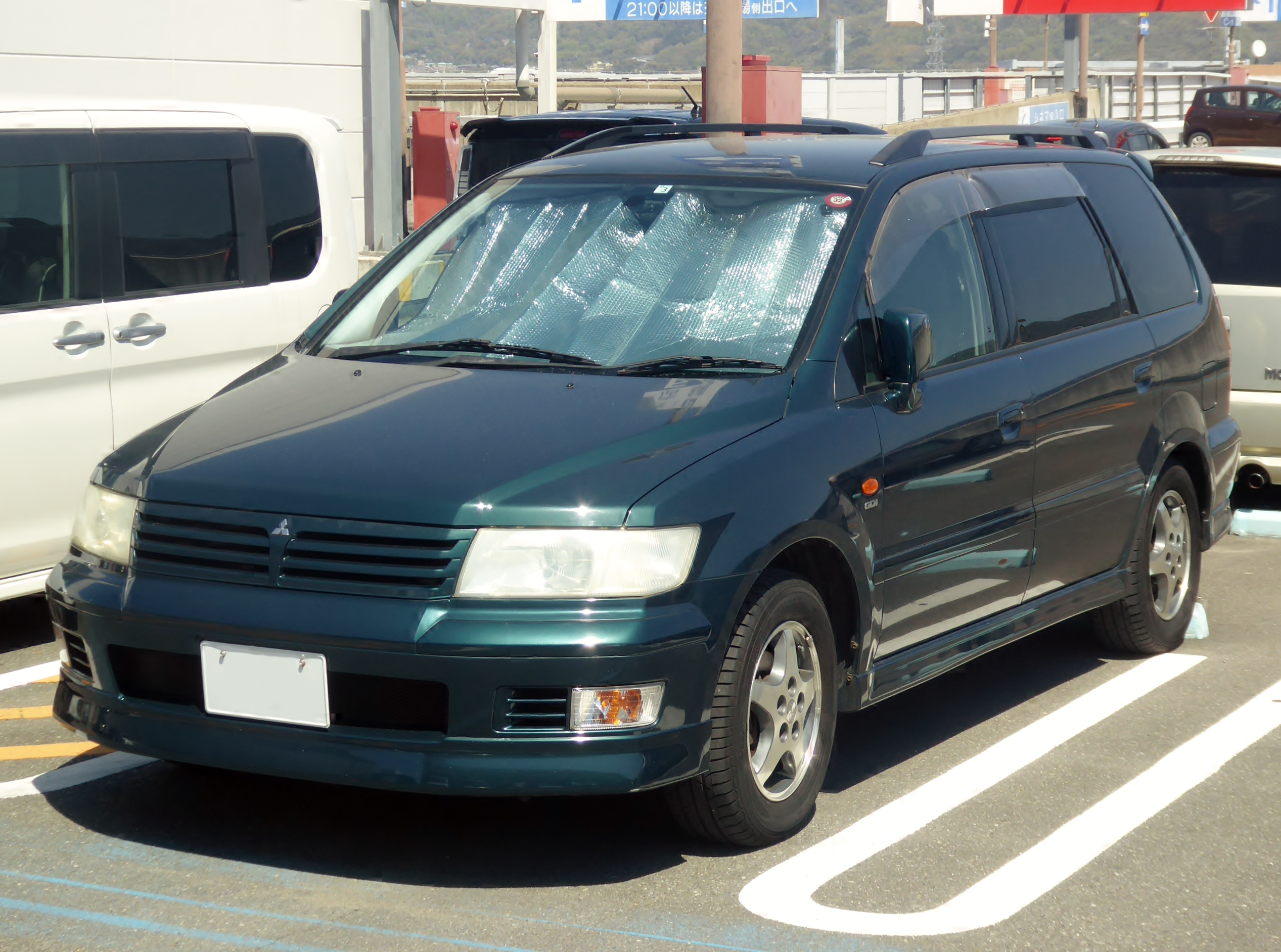
前期型 ツーリング フロント
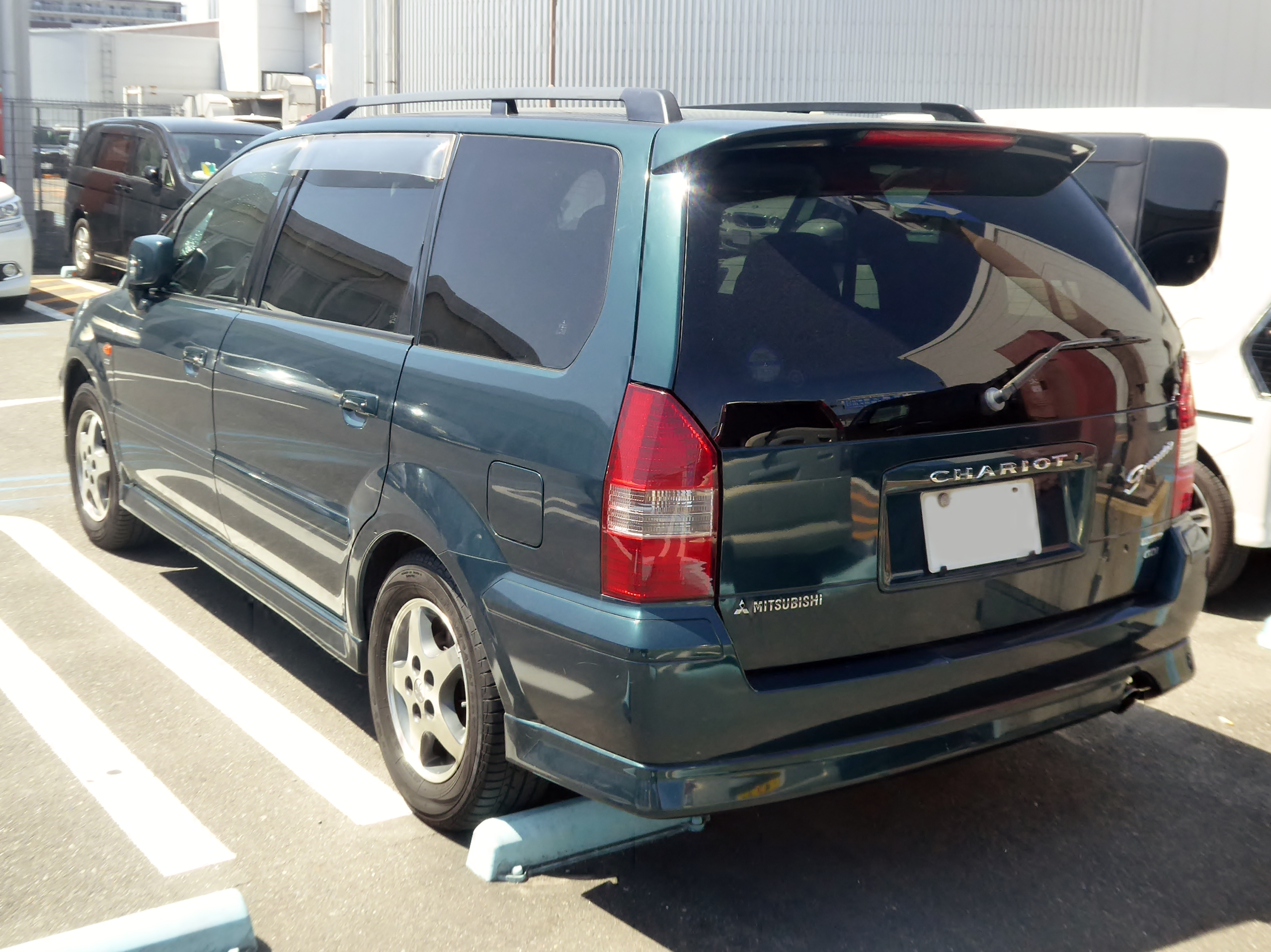
前期型 ツーリング リア
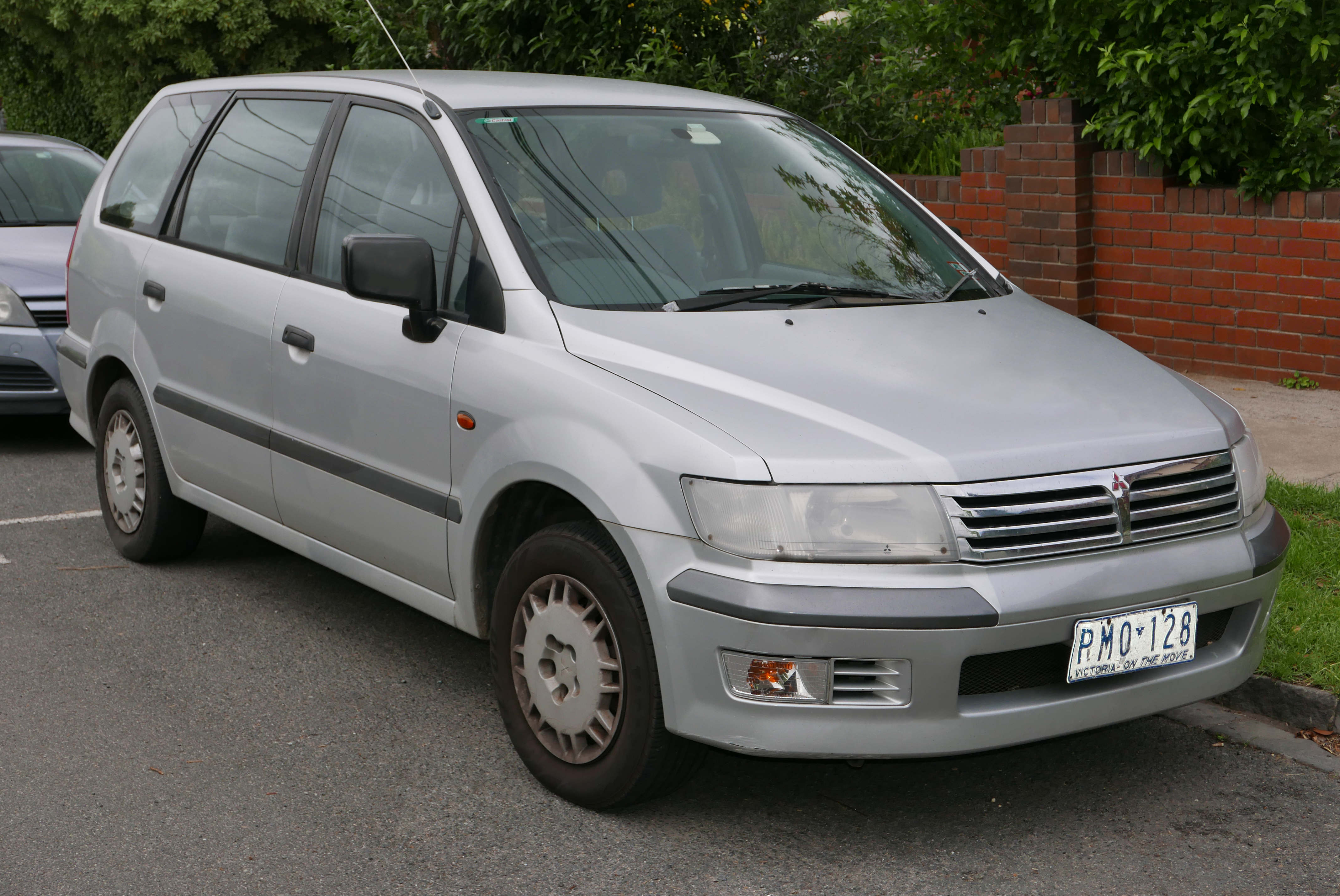
ニンバス（豪州仕様）
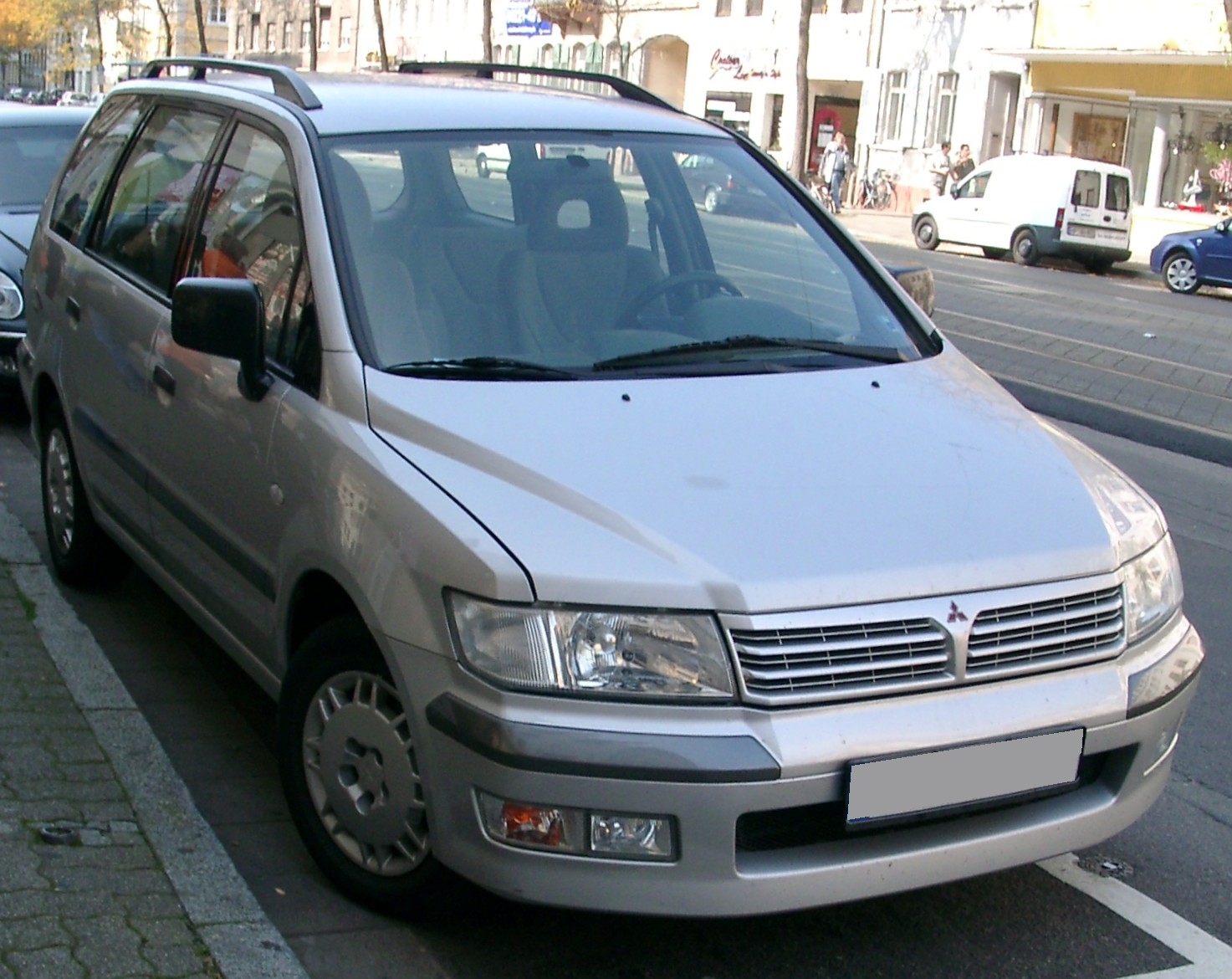
スペースワゴン フロント（欧州仕様）
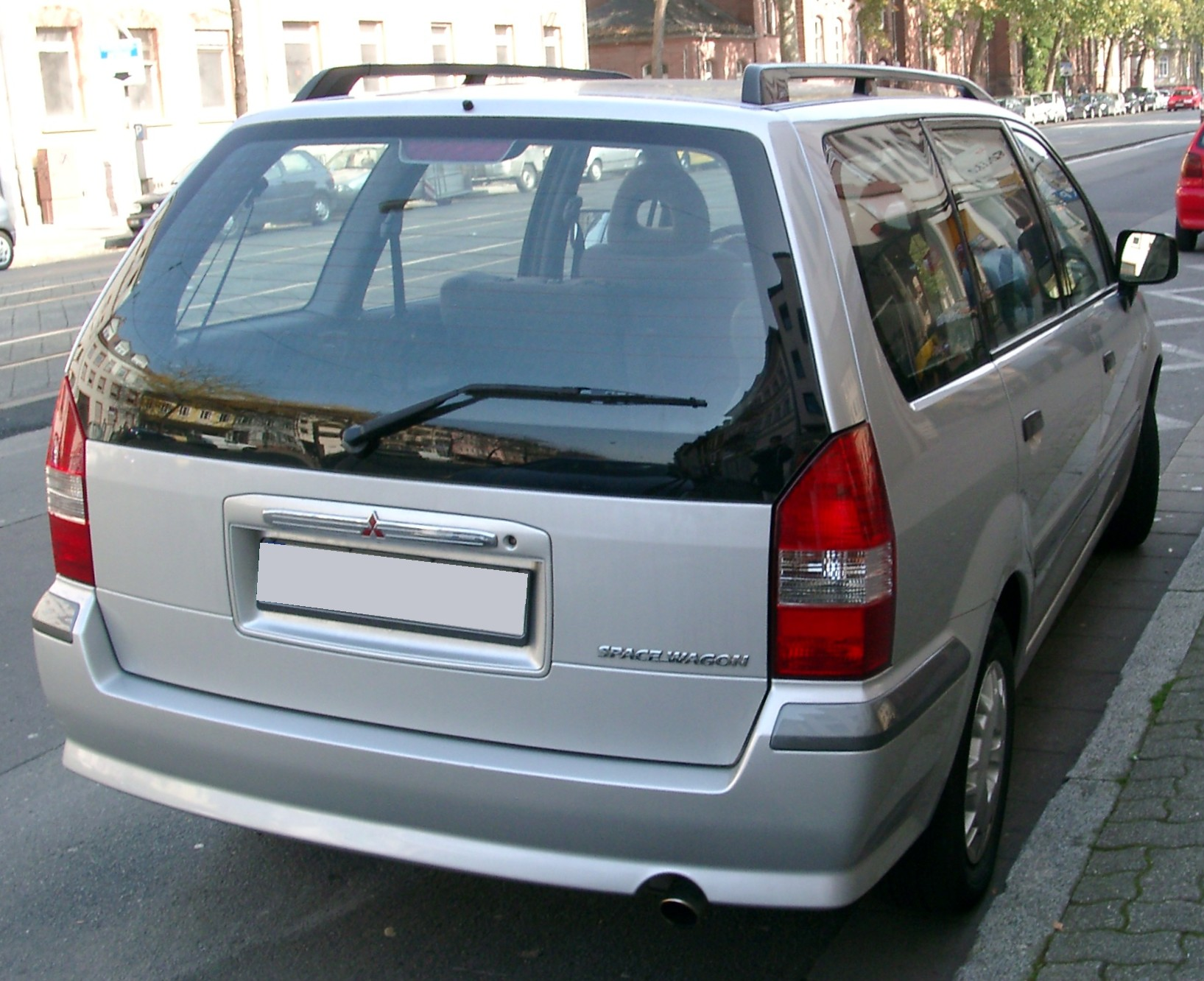
スペースワゴン リア（欧州仕様）

## 生産・販売台数
| 年   | 製造   | 販売                | 販売                |
| 年   | 製造   | Domestic            | Export              |
| ---- | ------ | ------------------- | ------------------- |
| 1995 | 41,943 | figures unavailable | figures unavailable |
| 1996 | 33,648 | figures unavailable | figures unavailable |
| 1997 | 59,448 | figures unavailable | figures unavailable |
| 1998 | 88,251 | figures unavailable | figures unavailable |
| 1999 | 63,010 | figures unavailable | figures unavailable |
| 2000 | 26,734 | 22,821              | 10,092              |
| 2001 | 15,907 | 10,472              | 7,018               |
| 2002 | 10,595 | 3,724               | 7,310               |
| 2003 | 4,043  | 49                  | 4,536               |
| 2004 | 138    | -                   | 208                 |

(Sources: Fact & Figures 2000, Fact & Figures 2005, Mitsubishi Motors website)

## 海外での販売
北米市場へは初代および2代目が輸出されエキスポとして販売されたほか、その他の地域では販売先によりスペースワゴン・Nimbus等を名乗っていた。

### ビスタ(クライスラー)
初代モデルはクライスラーにもOEM供給され、ダッジ/プリムス・コルトビスタ、イーグル・ビスタワゴンとして販売された。なお2代目コルトビスタは2代目シャリオではなく初代RVR、イーグル・ビスタはランサーフィオーレ/ミラージュの2代目に相当する。

### ヒョンデ・サンタモ
また、2代目は韓国の現代自動車からライセンス生産車「サンタモ」が発売(生産はグループ企業の現代精工(現：ヒュンダイモービス))されており、初代RVRやシャリオ・ロード（特別仕様車）と同様の背面タイヤを装備していた｢サンタモプラス｣もあった。起亜自動車の「カースター/ジョイス」のベース車両にもなっている（当初はサンタモのビッグマイナーチェンジ版として開発されていたが、現代自動車が起亜自動車を買収した関係で起亜ブランドで販売された）。

### 中華・サブリン/東南・ソベラン
3代目は台湾の中華汽車が『サブリン（SAVRIN）』（マイナーチェンジ後はスポーツグレードのみ「サブリンインスパイア」に変更）、中国の東南汽車が『菱紳：ソベラン（SOVERAN）』の名で現地生産・販売していた。サブリンの中後期モデル（2004年～2014年）は元の車両が分からないほど大幅にデザインが変更されていた。

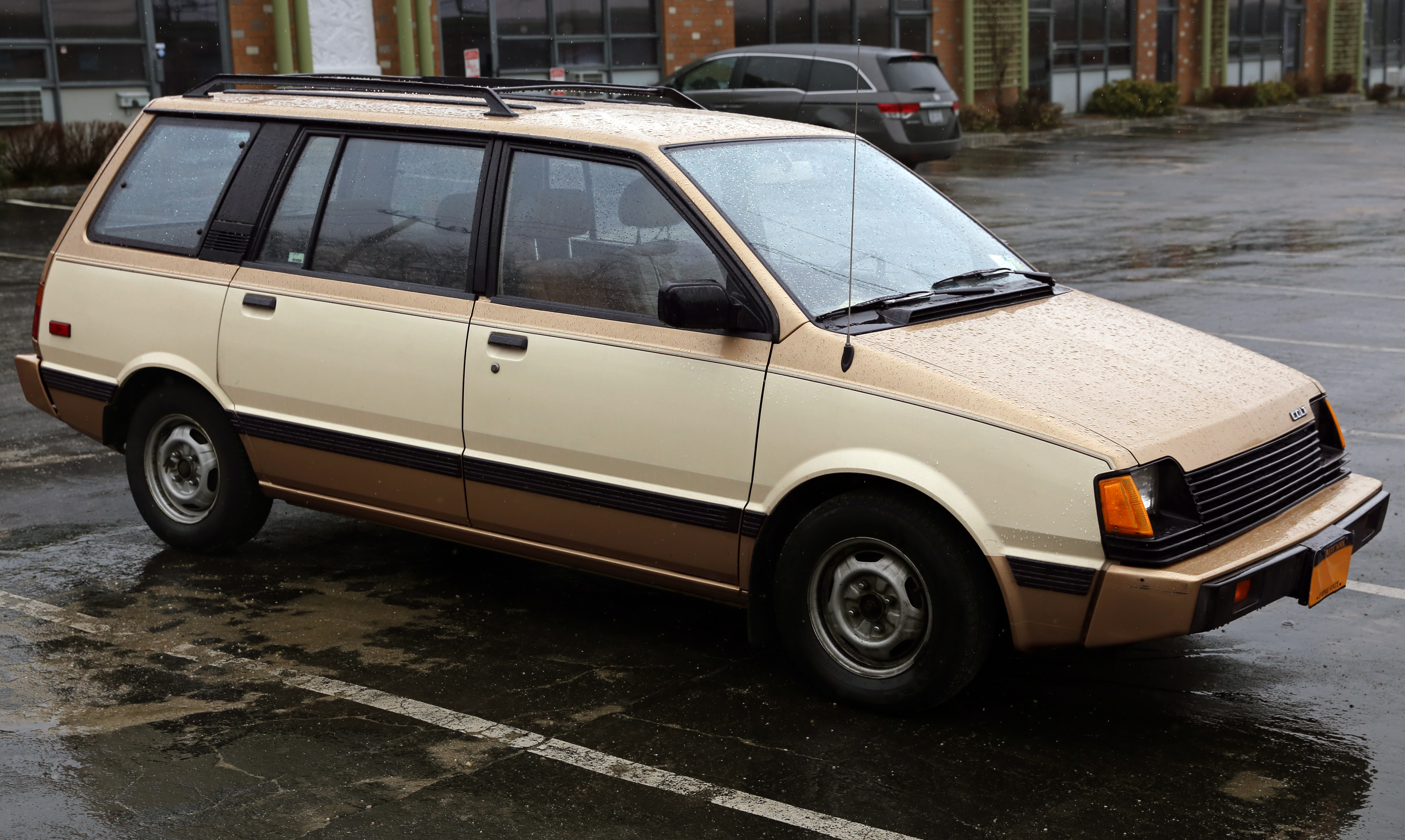
ダッジ・コルトビスタ
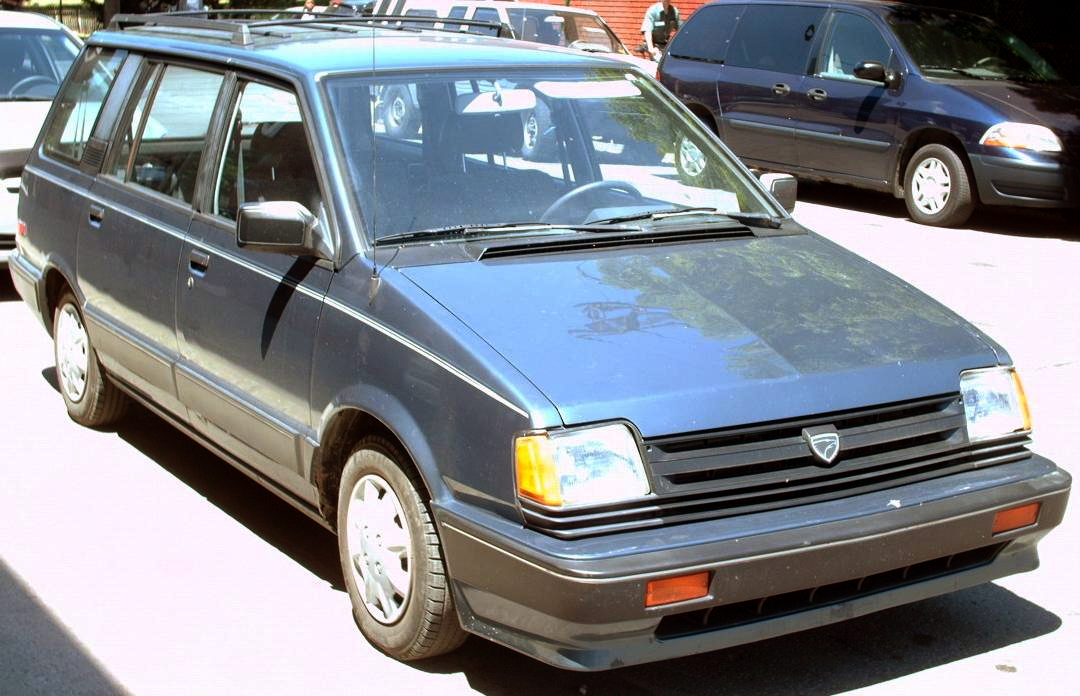
イーグル・ビスタワゴン
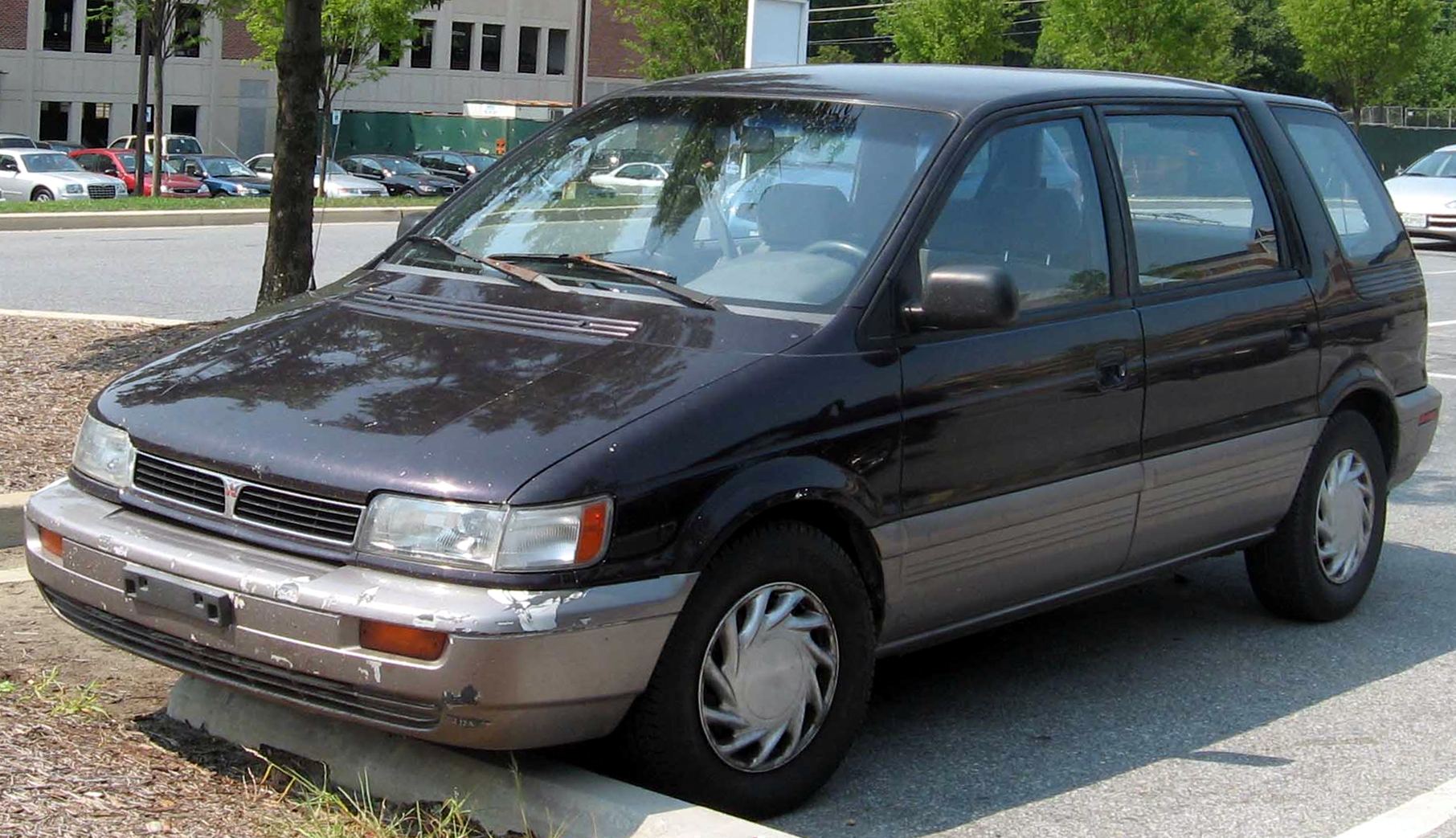
エキスポ
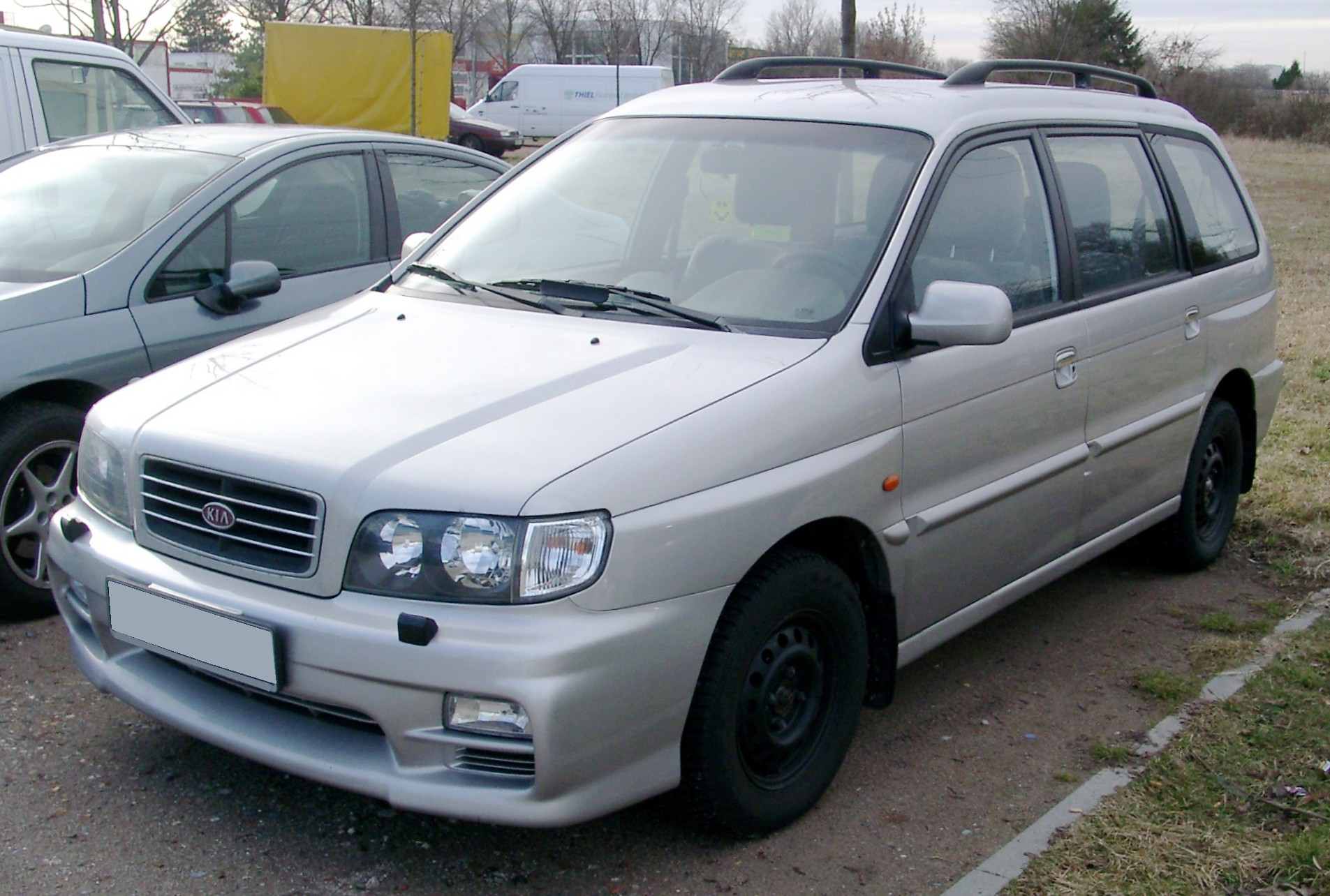
キア・ジョイス
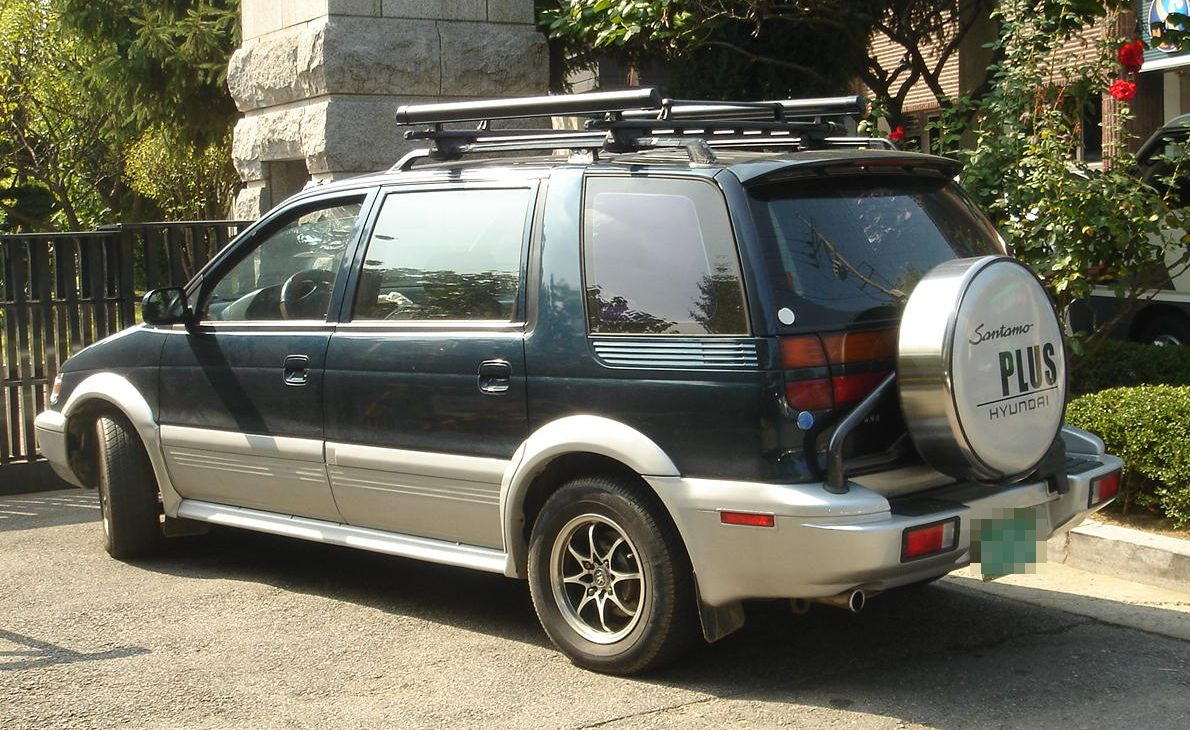
ヒュンダイ・サンタモプラス
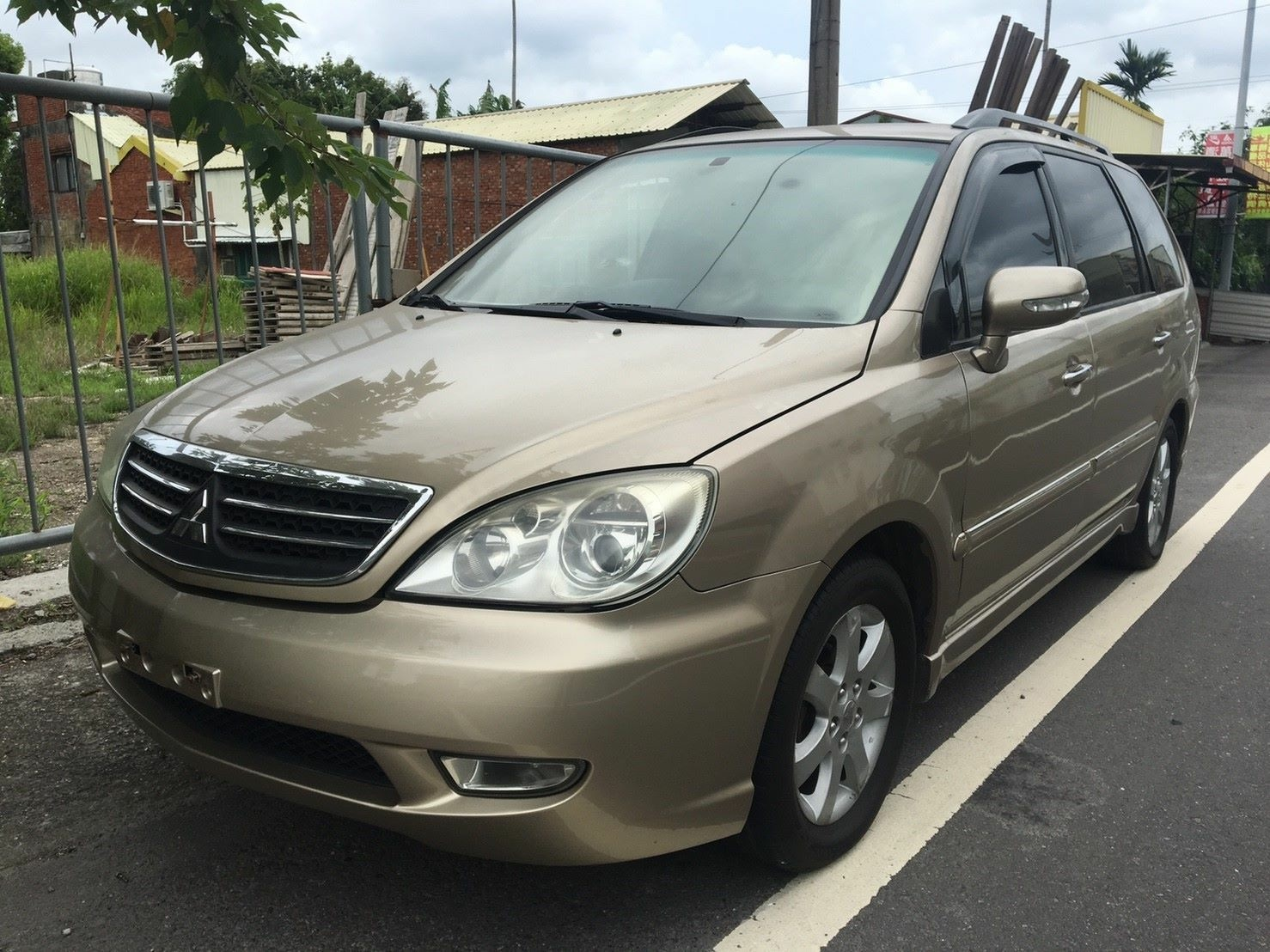
サブリンインスパイア 後期型
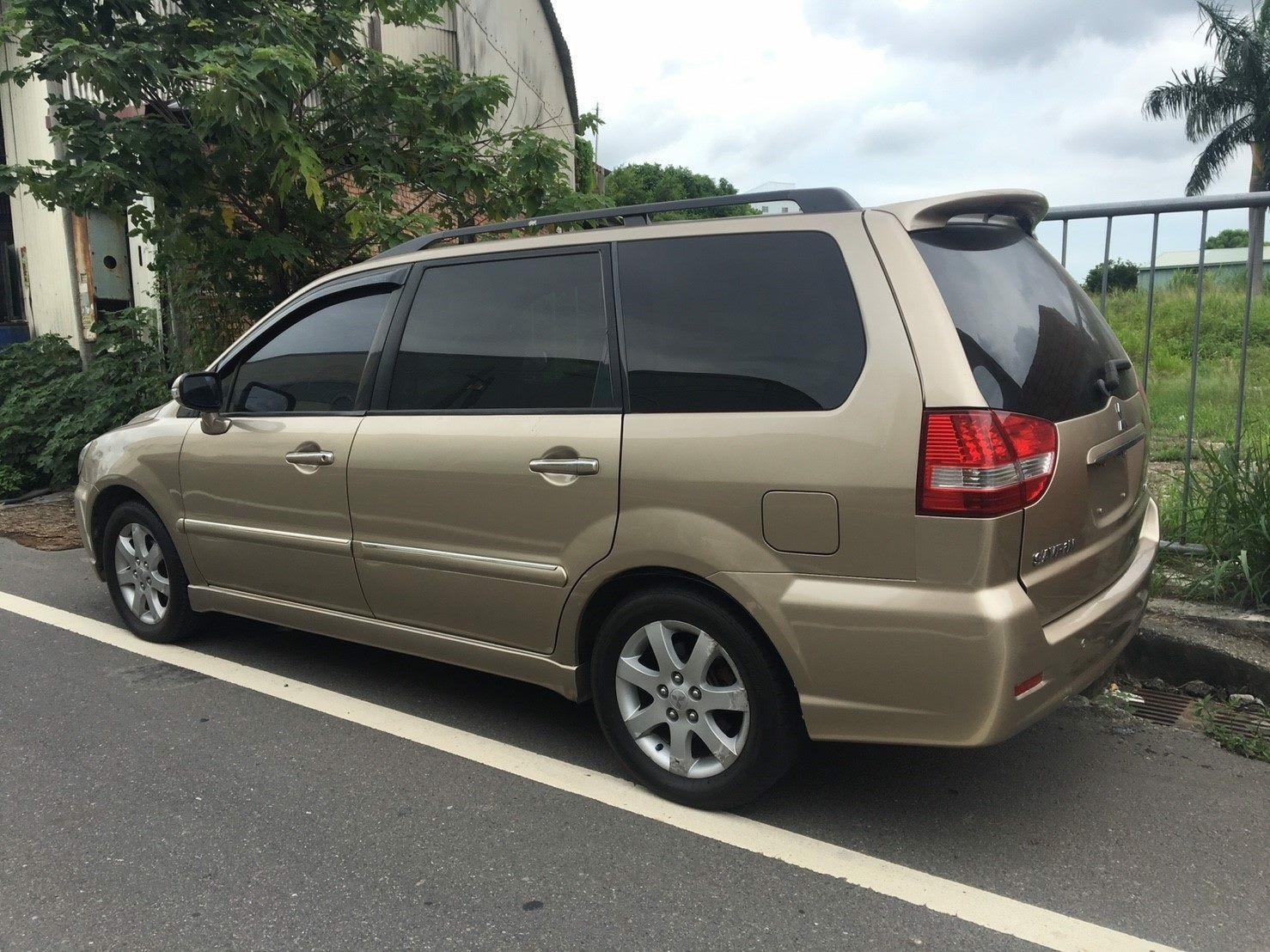
サブリンインスパイア 後期型

## 車名の由来
Chariot（シャリオ：フランス語）
古代ギリシャや古代ローマで使用された戦闘用二輪馬車の種類（チャリオット）。
Grandis（グランディス：フランス語由来の造語）
雄大（Grandios ）より。
Santamo (サンタモ：英語由来の造語)
SAfety aNd TAlented MOtorからのアクロニム。